# Judaísmo Unido de la Torá
Yahadut Hatorah Hameuḥedet (en español: Judaísmo Unido de la Torá) es una alianza política conservadora religiosa israelí fundada en 1990. Se trata de una coalición integrada por los partidos ortodoxos askenazíes Agudat Israel (judíos jasídicos) y Déguel HaTorá (mitnagdim), se presenta como defensor de los valores de la Torá, representa y defiende los derechos de los religiosos en Israel, la difusión de los valores judíos según la Torá y el respeto del shabat en Israel.
Es un defensor de los yeshivá (centros de estudios de la Torá y del Talmud dirigidos a hombres en el judaísmo ortodoxo), que en su opinión es la fuerza espiritual que garantiza la protección del Pueblo de Israel. En el plano diplomático, Yahadut Hatorah trata de no inmiscuirse en los temas controvertidos, ya que la mayor parte de ellos no cumplen el servicio militar. Sin embargo, en principio, Yahadut Hatorah estaría a favor de concesiones territoriales, si la vida de los residentes estuviera en peligro y si Israel garantizara de ese modo su existencia. Tras la retirada de Shinui del gobierno, Yahadut Hatorah entró en él, poco antes del Plan de retirada unilateral israelí, al considerar que la supervivencia de las yeshivot era más importante que la de Eretz Israel.

## La coalición
- Agudat Israel agrupa fundamentalmente a los judíos jasídicos asquenazíes. Poalé Agudat Israel (un partido minoritario que solo alcanzó un escaño en las elecciones de 1977 y ninguno en las de 1981) desaparece a partir de 1988 pasando a integrarse totalmente en Agudat.
- Déguel HaTorá por su parte reúne a los judíos ultraortodoxos asquenazíes no jasídicos de origen lituano y a los mitnagdim (hay que destacar sin embargo que en 1988, los seguidores de la dinastía jasídica Belz, no relacionados con Agudat Israel, decidieron apoyar al partido).

## Resultados electorales
|  | 3,29 % |

|  | 3,23 % |

|  | 3,80 % |

|  | 4,29 % |

|  | 4,69 % |

|  | 4,39 % |

|  | 5,16 % |

|  | 4,99 % |

|  | 5,78 % |

|  | 6,06 % |

|  | 5,98 % |

|  | 5,64 % |

|  | 5,88 % |